# Мир будущего (фильм, 1976)
«Мир будущего» (англ. Futureworld) — американский фантастический художественный фильм 1976 года, являющийся продолжением фильма «Западный мир».

## Сюжет
Триллер о курортном отеле, обслуживающий персонал которого состоит из роботов. Главный герой, Питер Фонда, выдавая себя за журналиста, ведёт расследование о владельце отеля, который замыслил править всем миром.
В городе роботов «Делос», в котором недавно произошло «восстание машин», восстановлен порядок, и журналисты приглашены лично засвидетельствовать, что отныне всё спокойно в мире Запада. В действительности два журналиста, Чак Браунинг и Трейси Баллард, раскрывают секрет города: гости города, среди которых немало влиятельных политиков и крупных бизнесменов, похищены и заменены роботами, запрограммированными, чтобы спасти человечество от разрушительного безумия человека. К сожалению, они сами далеки от совершенства. Двое журналистов уничтожают своих двойников и спасаются…
Один из первых фильмов, использовавших трёхмерную компьютерную графику.
В одном эпизоде появляется актёр Юл Бриннер. Это один из последних его фильмов.

## В ролях
- Питер Фонда — Чак Браунинг
- Юл Бриннер — Стрелок
- Джон Райан — доктор Шнейдер
- Стюарт Марголин — Гарри
- Анжела Грин — миссис Рид
- Блайт Даннер — Трейси Баллард
- Артур Хилл — Даффи